# Bathydraco
Bathydraco is een geslacht van straalvinnige vissen uit de familie van Antarctische draakvissen (Bathydraconidae).
De wetenschappelijke naam van het geslacht werd voor het eerst geldig gepubliceerd door Albert Günther in 1878.
Bathydraco komen voor in de Zuidelijke Oceaan rond Antarctica. Ze hebben geen zwemblaas en leven op de bodem van de diepzee.

## Soorten
- Bathydraco antarcticus Günther, 1878
- Bathydraco joannae DeWitt, 1985
- Bathydraco macrolepis Boulenger, 1907
- Bathydraco marri Norman, 1938
- Bathydraco scotiae Dollo, 1906